# Ludwig Freiherr von und zu der Tann-Rathsamhausen

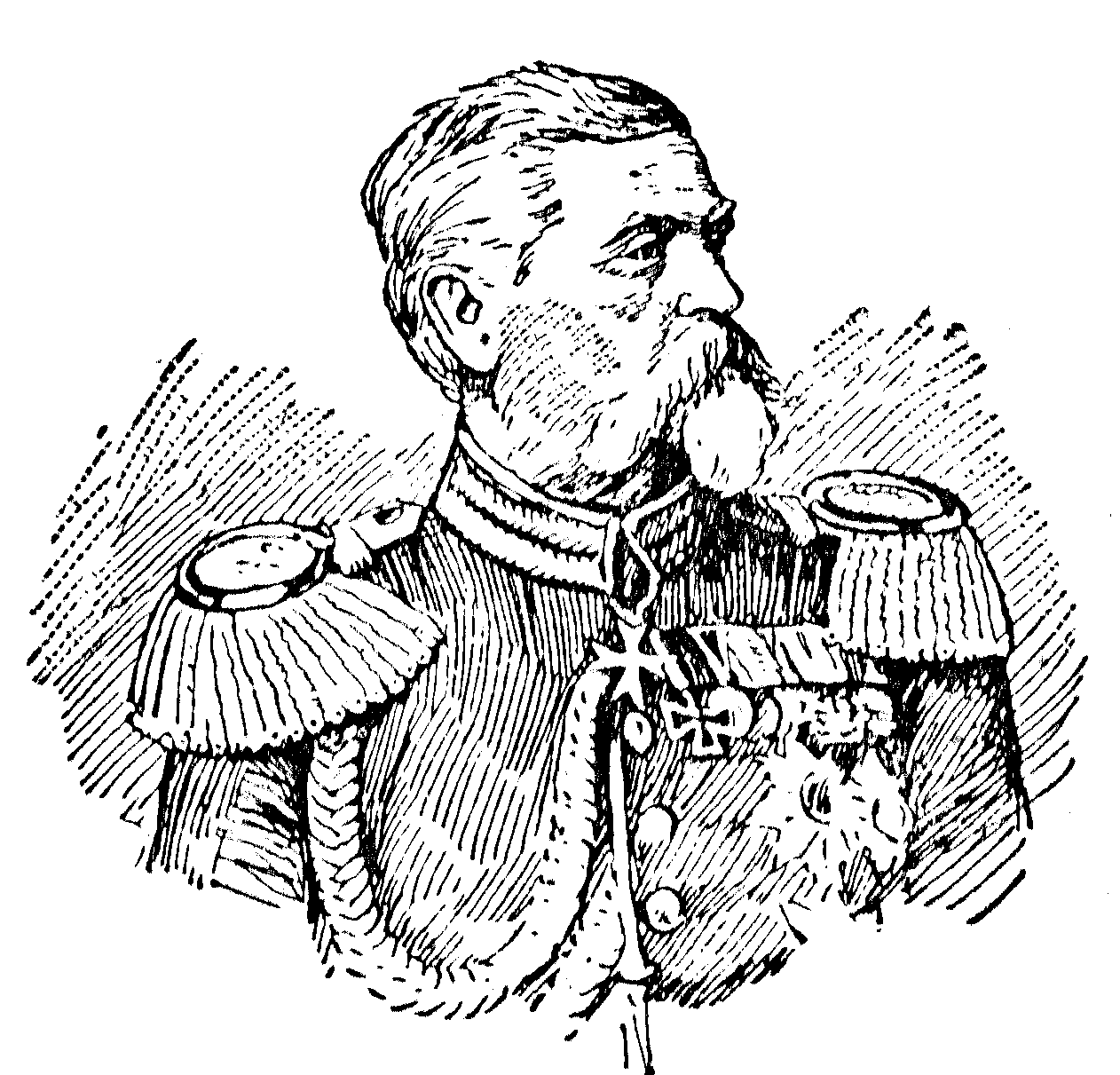
von der Tann

Ludwig Samson Arthur Freiherr von und zu der Tann-Rathsamhausen (18 tháng 6 năm 1815 – 26 tháng 4 năm 1881) là một tướng lĩnh quân sự của Bayern. Cùng với tướng Jakob von Hartmann, ông được xem là nhà chỉ huy quan trọng của quân đội Bayern, đã có nhiều đóng góp đến sự thành lập Đế quốc Đức vào ngày 18 tháng 1 năm 1871.
Sinh ra trong một gia đình quý tộc cổ ở Đức, Von der Tann đã gia nhập quân ngũ khi ông mới 18 tuổi. Ông sớm được biết đến như một sĩ quan thông thái, và vào năm 1840, khi chỉ mới là một trung úy trẻ, ông được đưa vào một chức vụ quan trọng trong Bộ Tổng tham mưu. Sự thăng tiến của ông đặc biệt nhanh chóng: chỉ 27 năm sau khi nhập ngũ, ông đã được phong hàm Trung tướng vào năm 1860, chỉ huy một sư đoàn . Ông cũng tham gia tham mưu trong cuộc Chiến tranh Bảy tuần năm 1866, trong đó Bayern liên minh với Áo chống lại Phổ, và sự yếu kém của các tướng lĩnh ngoài sa trường đã phá hỏng sách lược của ông và mang lại thất bại cho Bayern. Sau cuộc chiến, ông tiếp tục được vua Bayern sủng ái và trở thành Thượng tướng Bộ binh.
Trong cuộc Chiến tranh Pháp-Đức (1870 – 1871), ông trở thành tư lệnh của Quân đoàn Bayern I. Cuộc chiến đã đem lại cho ông thanh danh như là một trong những chiến binh tài giỏi nhất của Đức. Các lực lượng Bayern do Von der Tann và Hartmann chỉ huy đã đóng một vai trò đáng kể trong một số cuộc giao chiến ác liệt nhất và chiến thắng đắt giá nhất của quân đội Phổ – Đức trong cuộc chiến tranh này. Trong đó, Von der Tann đã thể hiện lòng dũng cảm của mình tại Wœrth, Sedan, và giành nhiều thắng lợi trong chiến dịch sông Loire, bất chấp thất bại trước quân Pháp đông hơn ở trận Coulmiers. Được tặng thưởng nhiều huân chương, Von der Tann tiếp tục chỉ huy quân đoàn của mình sau chiến tranh, cho đến khi ông qua đời.

## Đầu đời
Ludwig Samson Arthur Freiherr von und zu der Tann-Rathsamhausen đã chào đời tại Darmstadt vào ngày 18 tháng 6 năm 1810, ngày diễn ra trận Waterloo – trận đánh đã chấm dứt mọi khả năng xâm nhập vào lãnh thổ Đức của Đế chế Pháp. Ông xuất thân trong gia đình Nam tước cổ von der Tann, gia tộc này có các chi nhánh ở Bayern, Alsace và các tỉnh ven sông Rhein. Cha của ông, Nam tước Heinrich von und zu der Tann, người đã mất năm 1848, là một thị vệ của Vua Ludwig I của Bayern, trở thành một thượng tá trong quân đội Bayern, và là một trong những thanh tra hàng đầu của lực lượng dân quân quốc gia. Mẹ của Von der Tann là con gái của Nam tước von Rathsamhausen, một nhà quý tộc vùng Alsace.
Cha của Von der Tann được Ludwig I – vị vua thứ hai của xứ Bayern sủng ái, và nhà vua đã trở thành người đỡ đầu của ông. Ông được đặt tên là Ludwig và thêm vào đó là Arthur, để vinh danh Quận công Wellington. Về sau này, vào năm 1868, vua xứ Bayern đã cho phép ông gắn họ mẹ của mình (Rathsamhausen) vào họ cha. Thuở bé, Von der Tann đã được hưởng một nền giáo dục chu đáo dưới sự chỉ đạo của nhà vua, và vào năm 1827 nhà vua bổ nhiệm ông làm một trong những người hầu cận của mình. Mặc dù điều này đã dự báo một tương lai sáng sủa đối với ông, Ludwig trẻ tuổi không muốn theo đuổi một cuộc sống xa hoa trong cung đình. Thay vì đó, ông quyết định phải trở thành một quân nhân, và với bản chất cứng rắn của mình, mong muốn của ông đã trở thành hiện thực trái lại với ước muốn của cha ông và mong muốn của Quốc vương. Vào năm 1833, khi chỉ mới 18 tuổi, ông gia nhập lực lượng pháo binh với quân hàm thiếu úy. Khác với phần lớn các sĩ quan trẻ tuổi có gốc gác quý tộc vốn ưa hưởng lạc thú, người thiếu úy pháo binh trẻ tuổi tích cực theo đuổi sự nghiệp quân sự của mình, và say mê nghiên cứu các ngành chuyên môn mà ông ưa thích. Ông sớm trở nên nổi tiếng như là một sĩ quan tinh thông phi thường trong quân ngũ; và vào năm 1840, mặc dù ông còn trẻ và chỉ mới mang quân hàm Trung úy, ông đã được bổ nhiệm vào một vị trí quan trọng trong Bộ Tổng tham mưu. Chẳng bấy lâu sau, ông lên chức Đại úy.
Trong thời gian làm việc trong Bộ Tổng tham mưu, ông đã tham dự các cuộc diễn tập của quân đội Áo do Thống chế Radetzky chỉ huy tại Ý, và, với tinh thần phiêu lưu, ông cũng tham gia trong một cuộc viễn chinh do quân đội Pháp tại Algiers thực hiện nhằm vào biên giới Tunisia. Sau khi trở về Bayern, ông đã trở thành bạn thân của Thái tử Maximilian. Vào năm 1844, Ludwig I, giờ đây đã quên đi nỗi thất vọng do Von der Tann theo đuổi binh nghiệp thay vì hầu hạ lâu dài cho vua, 1844, đã cử người sĩ quan trẻ tuổi này làm phụ tá của Thái tử. Cho đến ngày cuối đời của mình, nhà vua vẫn luôn là người bảo trợ có nhiều ảnh hưởng của Tann.

## Chiến tranh Schleswig lần thứ nhất
Ông làm sĩ quan phụ tá cho Maximilian trong vòng 4 năm, cho đến năm 1848 (cũng chính là năm mà ông được thăng hàm Thiếu tá), khi cuộc khởi nghĩa của người Đức chống Đan Mạch tại Schleswig-Holstein đã thúc dục ông rút gươm chiến đấu để bảo vệ lợi ích của các công quốc ven sông Elbe. Được sự chấp thuận của Vua Maximilian II (Vua Ludwig I vốn đã thoái vị vào tháng 3 năm 1848) và Bộ Chiến tranh, ông nhậm chức chỉ huy của một Quân đoàn tự do Đức ở các công quốc Schleswig-Holstein, nơi ông đã giành một số thắng lợi vang dội trước quân Đan Mạch, đặc biệt là cuộc tập kích quy mô lớn tại Hoptrupp, vào ngày 7 tháng 6 năm 1848. Khi chiến dịch đầu tiên chấm dứt, ông được vua Phổ tặng thưởng Huân chương Đại bàng Đỏ và vua Bayern tặng thưởng Huân chương Quân sự Max Joseph. Ông cũng được vua Bayern thăng hàm Thượng tá. Chính quyền Schleswig-Holstein đã đặt tên ông cho một trong những pháo hạm hiếm hoi của mình, nhằm tôn vinh những cống hiến quan trọng của ông đối với phía Đức trong cuộc chiến.
Vào năm 1849, ông phục vụ trong đội quân trợ chiến Bayern trên chiến trận với tư cách là tham mưu trưởng của Vương công Ernst xứ Sachsen-Altenburg, và thể hiện tài năng của mình trên các chiến tuyến Dybbøl. Sau đó, ông đến thăm tổng hành dinh của Haynau trong cuộc Cách mạng Hungary trước khi trở về Schleswig-Holstein để phục vụ với cương vị là tham mưu trưởng của tướng von Willisen trong chiến dịch Idstedt. Sau đó, nguy cơ chiến tranh xảy ra giữa Phổ và Áo, và ông được triệu hồi về Bayern. Cuộc khủng hoảng đã được giải quyết bằng cuộc đầu hàng Olmütz. Trở lại Bayern, Von der Tann trở về Bayern, tiếp tục đảm nhiệm chức vụ sĩ quan phụ tá của Vua Maximilian II. Cũng như vua cha Ludwig I khi trước, Maximilian II rất sủng ái Đại tá Tann. Vào năm 1851, ông được thăng cấp Đại tá. Không lâu sau đó, ông trở thành Thiếu tướng và vào năm 1860 ông lên chức Trung tướng, chỉ huy một sư đoàn trong quân đội. Trong khi Tann chỉ cần 27 năm đã leo lên đến cấp tư lệnh sư đoàn, người bạn Hartmann của ông phải mất 50 năm mới lên đến vị trí này. Bên cạnh đó, Von der Tann là một sủng thần của hoàng gia và đây là ưu điểm của ông so với Hartmann.

## Chiến tranh Bảy tuần
Vào năm 1866, cuộc Chiến tranh Bảy tuần bùng nổ, trước đó các bang miền Nam Đức liên minh với Áo chống lại Phổ. Là người có tình cảm yêu nước cao độ, Von der Tann rất đau xót trước những gì mà đất nước yêu quý của ông sẽ thực hiện trong cuộc chiến tranh tương tàn này. Người ta đồn thổi rằng, với sự hỗ trợ của Sachsen và Hannover, quân đội Nam Đức có thể chiêu tập nửa triệu binh lính, nhưng Von der Tann hiểu rằng đây chỉ là một huyền thoại dối trá. Theo ông, 15 vạn người là con số lớn nhất mà các bang Nam Đức có thể chiêu mộ. Ông cũng biết rằng, mặc dù binh sĩ có thể được cung cấp vật liệu đầy đủ, Bộ Chỉ huy của Bayern chỉ toàn là những viên tướng bất tài vô dụng, và do đó phía Nam Đức không có nhiều cơ hội chiến thắng khi đương đầu với quân đội Phổ được tổ chức bài bản hơn rất nhiều.
Nhận rõ rằng cuộc chiến sẽ là một thảm họa đối với Bayern, ông chỉ miễn cưỡng nhận trách nhiệm tham mưu trưởng của Thống chế Hoàng thân Karl Theodor, viên Tổng tư lệnh tối cao của quân đội Bayern và toàn bộ các lực lượng Nam Đức (trong đó có một sư đoàn Áo do Neipperg chỉ huy). Karl Theodor được nhận được huấn lệnh từ Áo rằng ông ta phải luôn luôn thực hiện theo các chỉ thị đến với mình từ Bộ chỉ huy quân sự của Áo. Không chỉ không giúp được gì, huấn lệnh này đã làm tê liệt quyền chủ động của Tổng tư lệnh tối cao và tham mưu trưởng của quân đội Nam Đức. Quyền chỉ huy Quân đoàn VIII của quân đội Liên minh Đức, bao gồm các đội quân trợ chiến của Baden, Württemberg, Tuyển hầu quốc và Đại Công quốc Hessen, Nassau, và Frankfurt, được Vua Karl của Württemberg trao cho một viên tướng bất tài khác là Vương công Alexander xứ Hessen. Tann biết tỏng là viên tổng tư lệnh Bayern và tư lệnh Quân đoàn VIII không có bao nhiêu là cơ hội để hội quân, và càng có ít khả năng đội quân Liên minh chiến đấu phối hợp theo sự chỉ đạo của Von der Tann. Ngoài ra, ông cũng thừa biết rằng ông sẽ bị quy trách nhiệm vì thất bại quân sự thê lương của quân đội Nam Đức, và do vậy không ai ngạc nhiên vì ông chỉ tham chiến với tâm trạng nửa vời. Vấn đề nghiêm trọng đầu tiên đối với ông là quân đội Hannover: ngay từ đầu, bước tiến mạnh mẽ của quân Phổ do tướng Edwin von Manteuffel chỉ huy đã bóp chết khả năng tấn công phối hợp vào Berlin của tướng Áo Gablenz cùng với người đòi quyền thừa kế Augustenburg và Vua Georg V của Hannover. Quân Hannover, bị cắt đứt khỏi các kho tiếp tế mà họ đã thu thập, phải hành binh đến tỉnh Göttingen để chuẩn bị vội vã cho cuộc chiến.
Trong khi quân đội Bayern đang kéo từ các công quốc Sachsen để mục đích hội tụ với quân Hannover, vua Hannover tin rằng ông ta có thể đánh bại Bismarck trên bàn đàm phán ngoại giao. Trong khi đó, nhà vua tổ chức các cuộc hành binh vô nghĩa. Trái lại, phía Phổ đã huy động lực lượng để ngăn chặn khả năng hội quân giữa Hannover và Bayern. Phải đến ngày 27 tháng 6, Georg V và các cố vấn của mình mới thực hiện một nỗ lực để liên kết với quân Bayern, nhưng đã muộn. Cuộc tấn công của một đạo quân Phổ do tướng Eduard von Flies chỉ huy đã bị quân đội Hannover đập tan trong trận Langensalza, nhưng quân Hannover không thể tiến ra và quân Phổ cuối cùng đã khép kín vòng vây buộc vua Hannover và các tướng phải đầu hàng. đạo quân Phổ đã tấn công. Mặc dù trách nhiệm đối với thất bại thuộc về sự bất lực của vua Georg V và các tướng Hannover, Tann chịu nhiều cáo buộc, trong số đó có ý kiến cho rằng ông đã tự tiện bỏ mặc các lực lượng Hannover. Hạ được Hannover, Phổ tập trung binh lực tấn công Nam Đức. Vào ngày 1 tháng 7 năm 1866, quân Phổ thọc một mũi vào giữa quân đội Bayern và Quân đoàn VIII. Trong khi Quân đoàn VIII của Alexander xứ Hesse giữ một vị trí về phía bắc Frankfurt-am-Main, Hoàng thân Karl án ngữ ở thung lũng sông Fulda, với hai sư đoàn tiến về Dermbach. Theo kế hoạch của Tann, một đội kỵ binh hùng mạnh của Bayern được lệnh bắt liên lạc với Quân đoàn VIII. Kế hoạch của Tann dường như cho thấy là ông đã nắm rõ tình hình chiến sự, tuy nhiên, sự bất lực của các tướng lĩnh Nam Đức đã làm phá sản hoàn toàn kế hoạch của ông. Vào ngày 4 tháng 7 năm 1866, quân kỵ binh Phổ đập nát đạo kỵ binh Bayern toan bắt liên lạc với Quân đoàn VIII. Quân đội Phổ đã giành chiến thắng trong trận Dermbach. Quân Bayern bị buộc phải rút về phía nam, trong khi Quân đoàn VIII đã đến gần Frankfurt-am-Main hơn. Quân Bayern đã thiết lập một vị trí phòng ngự dọc theo sông Saale. Vị trí này vốn đã được Tann lựa chọn kỹ lưỡng vì gây đe dọa đến cánh trái quân Phổ, và vào ngày 10 tháng 7, quân Phổ đã đánh bật đối phương ra khỏi đây bằng một loạt trận đánh (chẳng hạn như trận Kissingen). Về sau, quân Bayern và Quân đoàn VIII cuối cùng cũng đã hợp binh, nhưng cuộc chiến kết thúc với sự thất bại của Áo và các bang Nam Đức.
Thất bại quân sự nặng nề của Bayern trong cuộc chiến đã dẫn đến các cuộc công kích dữ dội của báo chí nhằm vào Von der Tann. Phần lớn những lời cáo buộc cho rằng ông đã phản bội Đức vua và Quốc gia một cách có hệ thống. Để đối phó với những lời vu cáo, Von der Tann cảm thấy mình buộc phải nương tựa vào luật pháp. Trước sự thỉnh cầu của ông, luật pháp đã thanh minh cho ông, và trừng trị những người vu khống mạnh miệng nhất, ác ý nhất.

## Chiến tranh Pháp-Đức
Sau cuộc chiến, ông vẫn là một sủng thần của Quốc vương và được thăng cấp Thượng tướng Bộ binh vào tháng 1 năm 1869, với quyền chỉ huy Quân đoàn I của Bayern. Tuy nhiên, ông vẫn không bao giờ quên nỗi cay đắng về cuộc chiến năm. Ở độ tuổi 42, ông đã bạc đầu và sức khỏe của ông suy sụp. Viên tướng, giờ đây mang tên là Von der Tann-Rathsamhausen, đã tham gia trong cuộc Chiến tranh Pháp-Đức năm 1870, khi mà Quân đoàn I của ông và Quân đoàn II của Hartmann bố trí trong Tập đoàn quân số 3 của Phổ – Đức do Thái tử Phổ là Friedrich Wilhelm chỉ huy. Ông đã tham chiến lần đầu tiên ở Pháp trong trận đánh khốc liệt ở Wœrth ngày 6 tháng 8. Mặc dù quân đoàn của ông tham gia trận chiến không được lâu, họ đã góp phần đáng kể trong việc xoay chuyển thế trận với thắng lợi vang dội thuộc về người Đức. Quân Bayern chịu hao tổn không ít binh lực trận đánh này. Tiếp sau đó, quân ông cũng đóng vai trò quan trọng trong trận Beaumont vào ngày 30 tháng 8, nơi phía Đức loại được 7.500 quân Pháp ra khỏi vòng chiến và đánh bật đối phương về mạn đông sông Meuse.
Ngoài ra, quân đội của ông cũng đóng góp không nhỏ trong trận Sedan – thắng lợi quyết định của Đức trước Tập đoàn quân Châlons của Pháp do Thống chế MacMahon chỉ huy, bằng cuộc tấn công vào Bazeilles, một khu vực nhỏ có 2.000 dân cư, tọa lạc trên hữu ngạn sông Meuse, và cách Sedan trên 0,8 km. Cuộc giao chiến tại đây được xem là một trong những trận đánh khốc liệt nhất trong chiến dịch. Trận chiến đã bùng nổ vào lúc 4:30 sáng ngày 1 tháng 9, và kéo dài trong suốt 6 tiếng đồng hồ. Bất chấp hỏa lực của pháo binh Đức, lính thủy quân lục chiến Pháp đã chiến đấu dũng cảm và đẩy lùi quân bộ binh Đức, sau không thể nào đánh bật hoàn toàn đối phương. Quân Đức, với lực lượng được tăng cường, cũng tấn công không kém phần mãnh liệt, và cuối cùng quân Pháp đã bị buộc phải rút lui khỏi ngôi làng này. Đã có những cáo buộc rằng binh sĩ quân đội Bayern đã thảm sát dân chúng Pháp tại Bazeilles, hoặc người Pháp đã tiến hành vũ trang cho dân thường – trái với quy luật của chiến tranh. Ở một cấp độ nào đó, sự tham chiến của thị dân Bazeilles đã khiến cho quân lính Bayern nổi điên, song Von der Tann đã ngăn chặn quyết liệt những hành vi thịnh nộ của họ. Những cáo buộc về việc binh lính Bayern san phẳng Bazeilles và tàn sát nam giới, phụ nữ và trẻ em của một số cơ quan ngôn luận ở Anh đã khiến cho Von der Tann trở nên tai tiếng. Tuy nhiên, ông không hề phản kháng trước những lời nói xấu, và kiên nhẫn chờ đợi thời cơ: vào năm sau (1871), thị trưởng và hội đồng thành phố Bazeilles đã cho ra mắt một bản tổng kết về các sự kiện đã xảy ra, trong đó thể hiện sự vô căn cứ của những cáo buộc nhằm vào Tann và quân sĩ của ông ta. Do tài mưu lược của ông, Von der Tann đã được trao tặng Thập tự Tư lệnh của Huân chương Quân sự Max Joseph.
Sau chiến thắng Sedan, quân đoàn của ông tạm thời lưu lại đây để vận chuyển số lượng tù binh và chiến lợi phẩm khổng lồ về Đức. Vào đầu tháng 10 năm 1870, Chính phủ Pháp tại Tours đã tuyển mộ các lực lượng đông đảo ở đằng sông Loire nhằm giải vây cho thủ đô Paris. Trước tình hình đó, một lực lượng viễn chinh của Đức được thành lập, gồm thâu Quân đoàn số 1 của Bayern, Sư đoàn Bộ binh số 22 cùng với các Sư đoàn Kỵ binh số 2 và số 4 của Phổ, dưới quyền chỉ huy của Von der Tann. Đội quân này được lệnh phá hỏng việc tổ chức một đội quân Pháp hùng mạnh ở hai bên sông Loire nếu có thể, và quét sạch mọi lực lượng của đối phương ở phía bắc con sông. Đầu tháng 10, Tann khởi quân. Vào ngày 8 tháng 10, ông kéo quân tới cao điểm Etampes, đến ngày 9 tháng 10, ông tới Angerville, mà không gặp phải sự kháng cự quyết liệt nào từ các đội du kích quân franc-tireur của Pháp. Tuy nhiên, tình hình cho thấy Pháp đang tập trung 4 vạn quân ở Orléans. Vào ngày 10 tháng 10, quân của ông kéo tới Artenay, nơi khoảng 2 vạn quân Pháp tiến hành kháng cự. Tuy nhiên, quân Pháp đã bị đánh bại nhanh chóng và buộc phải tháo chạy trong hỗn loạn về Orléans. Quân Đức đã bắt giữ rất nhiều tù binh. Đến ngày 11 tháng 10, Von der Tann tiến thẳng đến Orléans, với Sư đoàn Bộ binh số 2 của Phổ và Sư đoàn Bayern số 2 ở tiền tuyến, Sư đoàn Bayern số một trong lực lượng dự binh và các Sư đoàn kỵ binh Phổ quan sát ở thai cánh. Lúc 10:30 sáng, quân tiền vệ của Đức đã đụng chạm với quân Pháp, và phải sau 9 tiếng đồng hồ thì quân Pháp mới bị đánh bật qua sông Loire. May mắn cho người Đức, các ngọn cầu bắc qua sông Loire không bị phá hủy, nhờ đó họ đột chiếm thành phố Orléans, gây ra thiệt hại rất lớn cho quân Pháp. Trong khi Von der Tann được lệnh không tiến ra ngoài tuyến Orléans, đầu tháng 11 năm 1870 Tập đoàn quân Loire của Pháp đã phát động một chiến dịch tấn công để giành lại Orléans. Trong thời điểm này, Sư đoàn Bộ binh số 22 và một Sư đoàn kỵ binh Phổ đã rút khỏi đội quân của ông, vì thế quân ông bị áp đảo nặng nề về mặt quân số. Tann quyết định phải thăm dò tình hình thực tế, cũng như là thực lực của các đạo quân Pháp chống lại ông. Đêm ngày 8 – 9 tháng 11, ông tập trung binh lực ở Coulmiers, và sáng hôm sau quân Pháp tấn công. Sau một cuộc giao chiến quyết liệt, quân Đức bị buộc phải rút lui, với thiệt hại nặng nề cho quân Pháp. Sau khi rút quân về St. Péravy trong trật tự, vào buổi chiều Tann rút đội quân đồn trú nhỏ bé của Đức khỏi Orléans. Vào ngày hôm sau, Sư đoàn Bộ binh số 22 của Phổ hội ngộ với Quân đoàn I Bayern, và quân của Tann đã rút về vị trí an toàn tại Toury. Cuộc triệt binh khỏi Coulmiers đã thể hiện tài thao lược của Tann và được bạn bè và kẻ thù của ông ca ngợi như là một thành tích chiến lược xuất sắc.
Sư đoàn kỵ binh Phổ dưới quyền Hoàng thân Albrecht đã gia nhập Quân đoàn Bayern I vào ngày 10 tháng 11, và ngày hôm sau Sư đoàn Mecklenburg dưới quyền chỉ huy của Đại Công tước Friedrich Franz II xứ Mecklenburg-Schwerin, người được bổ nhiệm làm chỉ huy cấp trên của Tann. Mặc dù vậy, chức tư lệnh của Mecklenburg chỉ mang tính chất danh nghĩa, và thực quyền thuộc về tham mưu trưởng của Mecklenburg là tướng Albrecht von Stosch, một tướng lĩnh tài ba của Phổ. Điều đó khiến Tann có thể kiên nhẫn với sự xem thường đối với ông của Bộ Chỉ huy Phổ qua việc đặt ông dưới quyền một Đại Công tước bình thường. Song, trong giai oạn kế tiếp của chiến dịch, ông bị thương ở chân nhưng phòng ngự thành công chiến tuyến của mình trong trận đánh ở Bazoches-les-Hautes ngày 2 tháng 12 năm 1870. Tiếp theo đó, ông và quân lính Bayern dưới quyền cũng thể hiện khả năng của mình trong các trận chiến tại Orléans và Beaugency vào cuối năm 1870. Cuối tháng 12, Quân đoàn Bayern I do Tann chỉ huy đã hội ngộ với đội quân vây hãm Paris, nơi họ thay chân Quân đoàn II của Phổ vốn đã tham gia chiến sự ở Đông dưới quyền tướng Edwin Freiherr von Manteuffel. Sau khi chiến tranh kết thúc, Tann tham gia trong lễ diễu binh khải hoàn của quân đội Đức vào Berlin ngày 16 tháng 6. Tháng sau, ngày 16 tháng 7, ông chỉ huy quân đội Bayern ca khúc khải hoàn trở về kinh thành München.

## Sau cuộc chiến
Đầu tháng 10 năm 1872, tướng Von der Tann đã tham gia trong sứ bộ Bayern đến Stockholm, để thay mặt cho vua Ludwig II trong tang lễ vua Karl XV của Thụy Điển. Kể từ khi chiến tranh kết thúc, ông được tái bổ nhiệm làm tư lệnh của Quân đoàn I Bayern, và giữ chức vụ này cho đến khi từ trần vào 26 tháng 4 năm 1881 tại Meran. Ông đã được tặng thưởng Đại Thập tự gắn vào Huân chương Đại Thập tự Bayern, và được Quốc vương Phổ kiêm Hoàng đế Đức ban thưởng Huân chương Thập tự Sắt hạng một và Huân chương Quân công (Pour le Mérite). Vào năm 1878, Đức hoàng đã phong von der Tann làm Đại tá danh dự trong một Trung đoàn bộ binh Phổ, thưởng lương hưu cho ông, và đặt tên một trong những pháo đài mới xây dựng ở Strassburg theo tên ông.
Tàu tuần dương thiết giáp của Đức trong Chiến tranh thế giới thứ nhất SMS Von der Tann đã được đặt theo tên ông. Ngoài ra Trung đoàn Bộ binh Hoàng gia Bayern số 11 (một phần của Sư đoàn Hoàng gia số 6 Bayern được thành lập vào năm 1900 ở Regensburg) đã được đặt tên là "Von der Tann" để vinh danh vị tướng này.

## Gia đình
Ludwig von der Tann kết hôn với Anna von Voß (1829–1905) vào ngày 4 tháng 5 năm 1852 tại Gut Groß Gievitz. Hai vợ chồng có một số người con:
- Luise (1856–1907) là vợ của Hermann von Stülpnagel (1839–1912), trung tướng Phổ. Hai vợ chồng này có con trai là Carl-Heinrich von Stülpnagel (1886-1944), là một trong những chiến sĩ kháng chiến bị sát hại vào ngày 20 tháng 7 năm 1944.
- Anna Marie-Elisabeth Auguste Johanne (1858–1944)

⚭ 1879 (ly hôn 1887) Friedrich von Kamptz (1843–1912), trung tướng Phổ
⚭ 1889 Karl Graf Beissel von Gymnich (1859–1912), Oberstleutnant
- Anna (1862–1937) ⚭ 1886 Askan von Hardenberg (1861–1916), Geheimer Staatsrat in Sachsen-Altenburg
- Herta (1869–1947) ⚭ 1892 Eugen Freiherr Seefried von Buttenheim (1860–1943), Kaiserlich Deutscher Gesandter

## Lưu ý
Chú ý tên gọi của ông: Freiherr là một tước hiệu, dịch ra thành Nam tước, chứ không phải là một tên thánh hay là tên lót. Nữ Nam tước trong tiếng Đức là Freifrau và Freiin.